# Mike Margulis
Mike Margulis (Saint Louis, 30 agosto 1950 – 15 settembre 2018) è stato un calciatore statunitense, di ruolo portiere.

## Carriera

### Club
Formatosi nel St. Thomas Aquinas HS e nel STLCC-Florissant Valley Fury, nel 1972 è stato in forza al Busch Gardens.

### Nazionale
Con la nazionale olimpica di calcio degli Stati Uniti d'America partecipò al torneo di calcio della XX Olimpiade, dove ottenne l'ultimo posto del Gruppo 1, giocando solo nella sconfitta per 7-0 contro la Germania.